# Pablo Armando Lepíscopo
Pablo Armando Lepíscopo Castro "Pisco" (16 de marzo de 1955, Buenos Aires, secuestrado desaparecido el 5 de agosto de 1979, Buenos Aires), militante del Peronismo de Base y posteriormente de Montoneros, detenido desaparecido por la última dictadura cívico militar de Argentina

## Breve reseña
Era el mayor de tres hijos del matrimonio de Angel Lepíscopo y Gladys Castro. Estudió en el Colegio Nacional de Buenos Aires, donde se unió a la agrupación Frente de Lucha de Secundarios (FLS). Más adelante empezó a trabajar en una fábrica y durante un tiempo estuvo vinculado al Peronismo de Base (PB). Posteriormente se sumó a Montoneros. En 1979 empezó a estudiar Sociología.

## Secuestro desaparición
Fue secuestrado el 5 de agosto de 1979. Según testimonios estuvo en los centros clandestinos de detención de la ESMA y El Silencio, en una isla en Tigre.

### Grupo Villaflor
Las fuerzas represivas de la última dictadura cívico militar llamaron "Grupo Villaflor" a integrantes de la familia Villaflor y a otros militantes, cercanos a la familia, entre ellos Pablo Armando Lepíscopo.

## Madre de la Plaza de Mayo
Su madre Gladys Castro de Lepíscopo "Ñeca" fue integrante de Madres de Plaza de Mayo Línea Fundadora y querellante por el caso de su hijo Pablo en el tercer juicio de la ESMA. Falleció el 13 de marzo de 2016.
En marzo de 2013 participó del acto oficial para el turno mañana del Instituto Otto Krause con otras integrantes de Madres de Plaza Línea Fundadora y los familiares de los compañeros homenajeados del Día de la Memoria por la Verdad y la Justicia.